# Reticana vittata
Reticana vittata är en insektsart som beskrevs av Azevedo-filho och Carvalho 2000. Reticana vittata ingår i släktet Reticana och familjen dvärgstritar. Inga underarter finns listade i Catalogue of Life.